# Matsukura Shigemasa

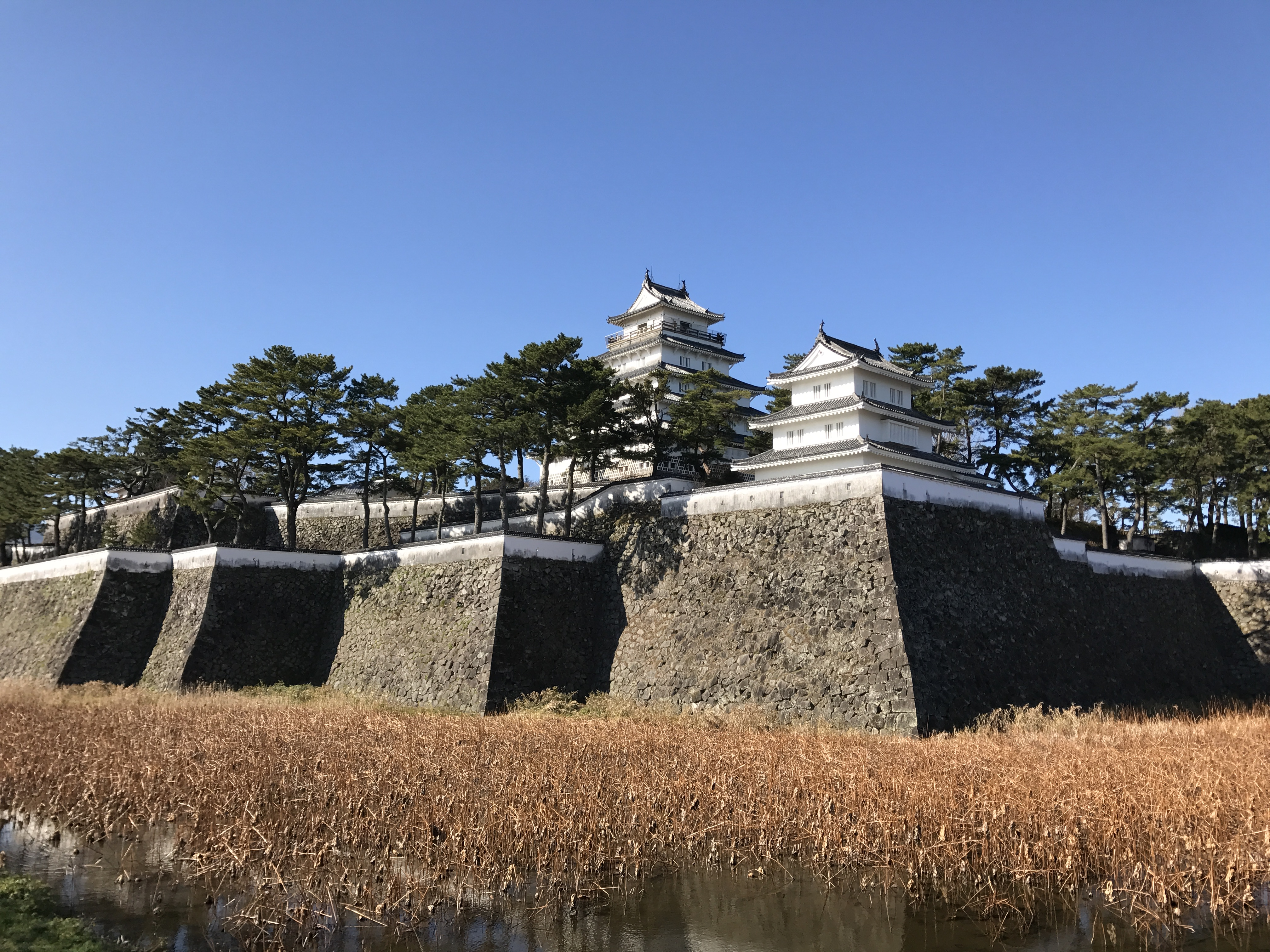
Burg Shimabara, Teilansicht

Matsukura Shigemasa (japanisch 松倉 重政; geboren um 1574 in der Provinz Yamato; gestorben 19. Dezember 1630 in Shimabara) war ein japanischer Daimyō, Militärbefehlshaber während der Azuchi-Momoyama-Zeit und der frühen Edo-Zeit.

## Leben und Wirken
Matsukura Shigemasa wurde gewöhnlich Kuichirō (九一郎) genannt. Er führte den Titel „Bungo no kami“ (豊後守). Als Vasall von Tsutsui Sadatsugu (筒井 定次; 1562–1615) besaß er zunächst ein Einkommen von 8.300 Koku in Yanase (梁瀬), Provinz Iga, diente später Toyotomi Hideyoshi und dann Tokugawa Ieyasu. Für seine Heldentaten in der Schlacht von Sekigahara im Jahr 1600 erhielt er die Domäne Gojō (五條) in der Provinz Yamato mit einem Einkommen von 10.000 Koku. Aufgrund seiner Verdienste bei der Belagerung von Osaka im Jahr 1616 erhielt er das Gebiet des Arima-Klans in der Provinz Hizen mit 40.000 Koku. 
Die Burgen Hinoe (日野江城) und Hara (原城) der Arima, die seit dem Mittelalter existierten, wurden abgebaut. Dafür wurde die Burg Shimabara, die angeblich von einer niedrigen Mauer nicht ausreichend geschützt war, sowie eine neue Burgstadt gebaut, um seine frühneuzeitliche Herrschaft zu festigen. Er übte eine strenge Kontrolle über die Bevölkerung des Territoriums aus, einschließlich der verbleibenden Gefolgsleute des Arima-Klans, die sich dem Christentum angeschlossen hatten. So konnte er 1628 sagen, er habe alle  Bewohner der Domäne auf den richtigen Weg zurückgeführt. Diese Maßnahmen führten schließlich zum Shimabara-Aufstand 1627 bis 1638.
1630 bat er das Shogunat, Luzon einzunehmen, das als Stützpunkt für Missionare zur Bekehrungsarbeit in Japans diente. Er entsandte, zusammen mit dem Kommissar (奉行, Bugyō) von Nagasaki, Takenaka Shigeyoshi (竹中 重義; ?–1634), ein Aufklärungsschiff dorthin. Einige Tage später starb er jedoch plötzlich, und es heißt, er sei an einer Vergiftung durch Takenaka gestorben.
Shigemasas Sohn und Nachfolger Matsukura Katsuie (1597–1638) wurde im Zusammenhang mit dem Shimabara-Aufstand zum Tode verurteilt.